# Agrotis lenticulosa
Agrotis lenticulosa är en fjärilsart som beskrevs av Philogène Auguste Joseph Duponchel 1826. Agrotis lenticulosa ingår i släktet Agrotis och familjen nattflyn. Inga underarter finns listade i Catalogue of Life.